# Helicoön chlamydosporum
Helicoön chlamydosporum är en svampart som beskrevs av Abdullah & J. Webster 1981. Helicoön chlamydosporum ingår i släktet Helicoön och familjen Tubeufiaceae.   Inga underarter finns listade i Catalogue of Life.